# Жулкевка (Люблинское воеводство)
Жулке́вка, до 30 декабря 1999 года — Жулкевка-Осада (пол. Żółkiewka) — село (с 1702 по 1868 гг. — город) в Польше, находящееся на территории Красноставского повята Люблинского воеводства. Административный центр гмины Жулкевка.

## География
Село находится в 26 км от Красныстава и в 42 км от Люблина. Возле села протекает река Жулкевка и проходит дорога 837.

## История
Первое упоминание о селе Жулкев относится к 1359 году. В XVI веке здесь находилась кальвинистская церковь, просуществовавшая до 1609 года. В 1702 году Жулкев стала городом, который позднее был переименован в Жулкевка. С 1772 года Жулкевка была в составе Австрии. В 1809 году Жулкевка находилась в составе Варшавского герцогства и с 1815 года Жулкевка была в составе Царства Польского. В 1868 году Жулкевка была лишена статуса города российским властями.
Между двумя мировыми войнами в Жулкевке проживало около полутора тысяч евреев (около 64 % от общего числа населения). В 1937 и 1938 годах в Жулкевке произошли еврейские погромы. 21 мая 1938 года была разрушена и сожжена местная синагога. 7 — 8 октября 1939 года в Жулкевке произошёл очередной погром, во время которого было убито 23 еврея. В августе 1942 года евреи Жулкевки были депортированы в концентрационный лагерь Белжец. Около 200 евреев было расстреляно в городе.

## Достопримечательности
- Церковь святого Иакова — ранее находилась в селе Регетув Малопольского воеводства. В 50-е годы XX столетия была разобрана и перевезена в Желкевку. В настоящее время принадлежит Польско-католической церкви.
- Церковь святого Лаврентия — католическая церковь.
- Еврейское кладбище.

## Известные уроженцы, жители
Винцент (Винценты) Щуцкий (польск. Wincenty Szczuciu; 1786—1832) — польский врач, профессор медицинских наук, патологии и пропедевтики в Варшавском университете; доктор медицины.

## Галерея

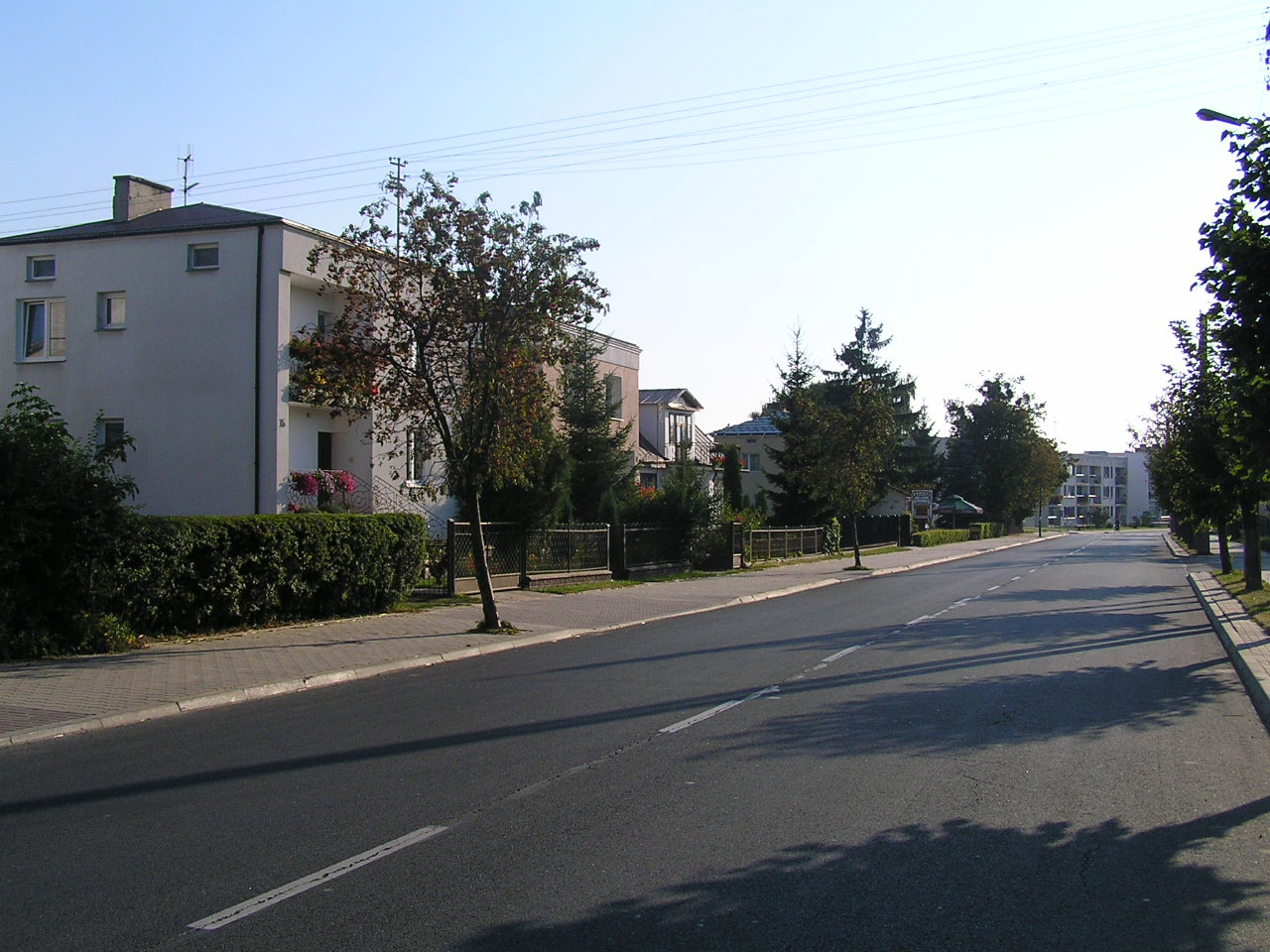
Главная улица
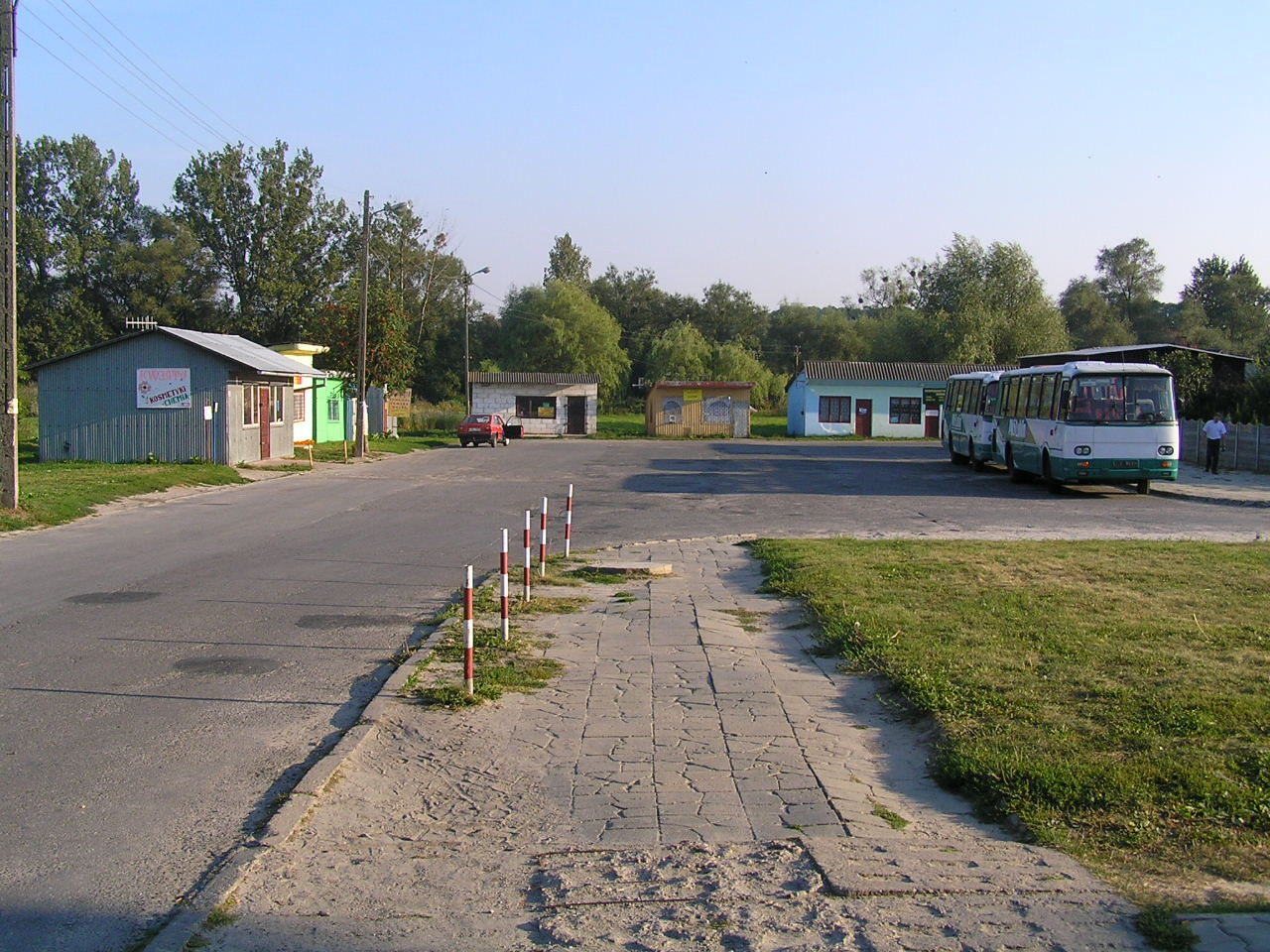
Автостанция
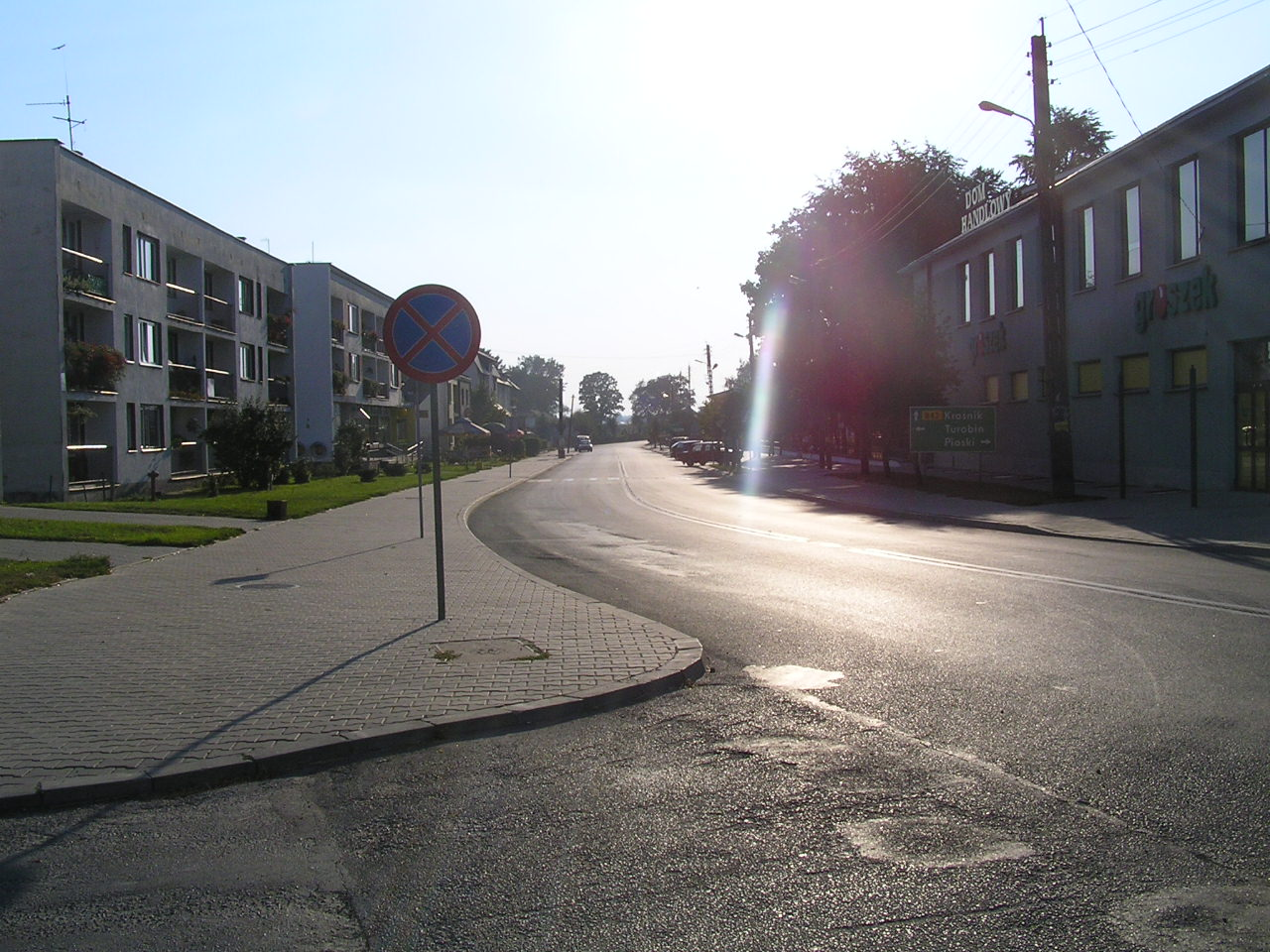
Центр села